# ピオリア (イリノイ州)
ピオリア（英: Peoria）は、アメリカ合衆国イリノイ州の都市。ピオリア郡の郡庁所在地である。名称はアメリカ・インディアンのピオリア族に由来する。人口は11万3150人（2020年）で、イリノイ川に沿う最大の都市である。ピオリア都市圏は6郡に及んでおり、人口は約40万人である。
ピオリアはその人口動態や中西部文化の主流と認識されていることで、アメリカの平均的都市の代表として有名である。旅回りボードビル芸人の間では、ピオリアで成功したならば、どこでもうまく行くと言われてきた。「ピオリアでうまく行くかい？」という疑問文がアメリカ大衆の主流に訴えるものであるかどうかの隠喩になってきており、新しい商品、サービスおよび世論調査では市場調査の場所として使われることが多い。2008年以来の住宅市場危機において、全米のどの市場と比較してもピオリアの住宅ストックがほどほどだったので、なんとか危機を乗り切っている。
オバマ政権で運輸長官を務めた内閣唯一の共和党員で元下院議員のレイモンド・ラフッドがピオリアを本拠にしていた。
ダウ・ジョーンズ工業株30種平均を構成する会社の1つであるキャタピラー社がピオリアに本社を置いている。

## 歴史
ピオリアは、17世紀の探検者達がミシシッピ川からイリノイ川にまず分け入ってきたので、イリノイ州では最古クラスの開拓地である。ピオリア市となった土地に最初に入植されたのは、フランス人探検家ラ・サールとアンリ・デ・トンティがクレブキュール砦を建設した1680年のことだった。この砦は後に燃やされて灰燼に帰し、1813年にクラーク砦が建設された。1825年にピオリア郡が創設され、クラーク砦が正式にピオリアと命名された。
1835年3月11日に村として編入された。この自治体には村長がおらず、1835年から1836年までルドルファス・ラウズが村議長を務めていた。最初の警察署長はジョン・B・リシュクであり、1837年に指名された。市制は1845年4月21日に執行され、この時点で村議長の時代が終わり市長制に変わって、初代市長はウィリアム・ヘイルが務めた。
1854年10月16日、ピオリアでエイブラハム・リンカーンが初めて、アメリカ合衆国は奴隷制を制限し、最終的に排除する方向に動くべきであるという立場を公にした。これはカンザス・ネブラスカ法のような歴史的妥協に真っ向から反対するものだった。この演説は恐らく12日前のスプリングフィールドで行ったものと類似しており、その後にはスティーブン・ダグラスの演説があった。リンカーンとダグラスは1858年のリンカー・ダグラス討論で定期的に討論を行うことになった。

### 産業の歴史
ピオリアで初めての主要な産業と言えば、1830年にジョン・ハムリンがキカプー・クリーク沿いで小麦粉製粉所を建設したことだった。1837年、次の産業としてE・F・ノーランドが豚肉加工業を始めた。その後ピオリアではゆっくりと産業が成長し、荷馬車の工場、製陶業、卸売り倉庫、鋳物工場、ブドウ糖工場、製氷業および家具工場などが加わった。
アンドリュー・アイトル（1837年）やアルミロン・S・コール（1843年）のお陰で蒸留酒製造業では世界最初のリーダーになった。この頃ピオリアには22カ所の蒸留酒製造所と数多くの醸造所があった。これと共に、全米のどの単一地区よりも多いアルコールに課される内国税収入を生み出した。ピオリアは禁酒法時代には主要な密造地域にもなり、有名なギャングであるシェルトン兄弟の本拠地になった。この大きな成功で美しい私宅、学校、公園、教会、さらに市役所など建設ブームに沸いた。
蒸留酒製造業に加えて、1837年にウィリアム・ナースによる農業機械製造所が登場した。1843年頃にトビーとアンダーソンと呼ばれる2人の男が鉄製鋤を導入し、即座に成功を生んだ。ピオリアで支配的な製造業としてはキングマン鋤会社、アクメ・ハーベスター会社、セルビー、スター・アンド・カンパニーおよびアベリー製造会社があった。1889年、キーストーン・スティール・アンド・ワイアが最初の鉄線フェンスを開発し、それ以来国内でも指導的製造者になった。
1880年代頃、ラウズ・ハザードのような企業が世界中で自転車とその付属品を扱い輸入する業者となった。自転車製造業者の1つであるチャールズ・デュリエーが1893年にアメリカ合衆国では初の商業生産可能なガソリン・エンジン駆動自動車を開発した。
この頃、農業機具の生産量が減退し、土木機械やトラクターの会社が急成長してピオリアはこの分野で世界のリーダーになった。1925年、キャタピラー・トラクター社がベンジャミン・ホルト社とC・L・ベスト・トラクター社を合わせて結成された。1935年にロバート・G・ルトゥルノーの土木機械会社が地均し機やブルドーザーの生産を始め、これが後にコマツ・ドレッサー、ホールパク事業部に発展した。

## 経済

### ピオリアにある著名企業
- アメレンCILCO、元セントラル・イリノイ・ライト・カンパニー(CILCO)、現在はアメレンの一部
- アーチャー・ダニエルズ・ミッドランド、トウモロコシ加工工場
- バーグナーズ、ピオリア中心街に1889年創業の百貨店、カーソン・パイリー・スコット＆ Co.を買収、現在はボントンの一部
- キャタピラー社世界本社、重機とエンジンの製造者
- シティズンズ・エクィティ・ファースト・クレジット・ユニオン、クレジット・ユニオン、キャタピラー社の従業員が開始、現在はイリノイ州中部14郡の住人にサービス
- クリフトン・ガンダーソンLLP全米本社、国内第13位の公認会計士事務所[4]
- 小松製作所、鉱業機械と建設機械の製造者
- マウイ・ジム 世界本社、サングラス製造者
- 農業利用研究国立センター、アメリカ合衆国農務省最大の研究施設、ペニシリンの大量生産方式が開発されたところである。
- RLI Corp.世界本社、特殊保険会社

## 地理
ピオリアは北緯40度43分15秒 西経89度36分34秒 / 北緯40.72083度 西経89.60944度に位置する。

### 地勢
アメリカ合衆国国勢調査局に拠れば、市域全面積は46.6平方マイル (120.8 km2)、このうち陸地は44.4平方マイル (115.0 km2)、水面は2.2平方マイル (5.8 km2)で水域率は4.78％である。
ピオリアは東をイリノイ川に接している。飛び地のピオリアハイツがあるが、これも川に接している。川向こうのイーストピオリアとの間には4つの橋が架けられている。ピオリアの西側境界南端にはバートンビルと新しく設立されたウェストピオリアがある。地元の計画ではピオリア市が拡張を続け、非公式にダンラップの一部と考えられている部分まで延びる予定である。

### 気候
| 計測値       | 1月       | 2月       | 3月       | 4月       | 5月       | 6月       | 7月       | 8月       | 9月       | 10月      | 11月      | 12月      |
| ------------ | --------- | --------- | --------- | --------- | --------- | --------- | --------- | --------- | --------- | --------- | --------- | --------- |
| 過去最高気温 | 70 21     | 72 22     | 86 30     | 92 33     | 93 34     | 105 41    | 104 40    | 103 39    | 100 38    | 90 32     | 81 27     | 71 22     |
| 平均最高     | 30.7 -0.7 | 36.6 2.6  | 49.4 9.7  | 62.0 16.7 | 73.0 22.8 | 82.2 27.9 | 85.7 29.8 | 83.6 28.7 | 76.7 24.8 | 64.4 18.0 | 48.8 9.3  | 35.5 1.9  |
| 平均最低     | 14.3 -9.8 | 19.7 -6.8 | 30.2 -1.0 | 40.3 4.6  | 50.8 10.4 | 60.1 15.6 | 64.6 18.1 | 62.6 17.0 | 54.0 12.2 | 42.3 5.7  | 31.4 -0.3 | 20.1 -6.6 |
| 過去最低     | -25 -32   | -19 -28   | -10 -23   | 14 -10    | 25 -4     | 39 4      | 47 8      | 41 5      | 26 -3     | 19 -7     | -2 -19    | -23 -31   |

| 計測値 | 1月     | 2月     | 3月     | 4月     | 5月      | 6月     | 7月      | 8月     | 9月     | 10月    | 11月    | 12月    |
| ------ | ------- | ------- | ------- | ------- | -------- | ------- | -------- | ------- | ------- | ------- | ------- | ------- |
| 雨量   | 1.50 38 | 1.67 42 | 2.83 72 | 3.56 90 | 4.17 106 | 3.84 98 | 4.02 102 | 3.16 80 | 3.12 79 | 2.77 70 | 2.99 76 | 2.40 61 |
| 降雪量 | 6.7 170 | 5.0 127 | 4.2 107 | 0.8 20  | 形跡     | 0       | 0        | 0       | 形跡    | 0.1 3   | 2.1 53  | 6.2 157 |

## 文化
ピオリア市にはアメリカ合衆国裁判所であるピオリア・シビックセンター（カーバー競技場も含む）があり、キャタピラー社の世界本社がある。ピオリアの経済で医療が主要な地位を占めるようになった。3カ所の主要病院に加えてアメリカ合衆国農務省の農業利用研究国立センター（元北方地域研究所）がピオリアにある。この研究所はペニシリンの大量生産方式が開発されたところである。
ピオリアの中心街には企業、市政府、会議、教育および医療施設がある。またピオリア・シビックセンター、アポロ劇場およびオブライエン・フィールドがあり、川端近くは芸術、食事および娯楽の地域になっている。中心街はまたコンドミニアム（集合住宅）、アパートおよび川に面したロフトなど、高層の住宅開発も含まれている。これらの幾つかはオフィスビルや倉庫が住居に転換された。
セオドア・ルーズベルト大統領が1910年に訪問したとき、「世界でも最も美しい道路」と呼んだと伝えられるグランドビュー・ドライブはピオリアとピオリアハイツを抜けて走っている。この道路に加え、ピオリア公園地区には9,000エーカー (36 km2) の公園を誇っており、グレンオーク動物園と5つのパブリック・ゴルフコースがある。また幾つかのプライベートあるいは半プライベートのゴルフコースもある。ピオリア公園地区はイリノイ州でも最初で今も最大の公園地区であり、2001年の公園とレクリエーション、クラス2で優秀賞の国家金メダルを獲得した。
ピオリアにある博物館としては、芸術と科学のためのレイクビュー博物館とホイール・オータイム博物館がある。中心街に建設中である新しい博物館広場は、新しい地域博物館、プラネタリウムおよびキャタピラー・ワールド・ビジターセンターを収容する予定である。
毎年夏に開かれるスティームボート・クラシックは世界でも最大の4マイル (6.4 km) 競走であり、国際的ランナーを惹き付けている。

### 芸能

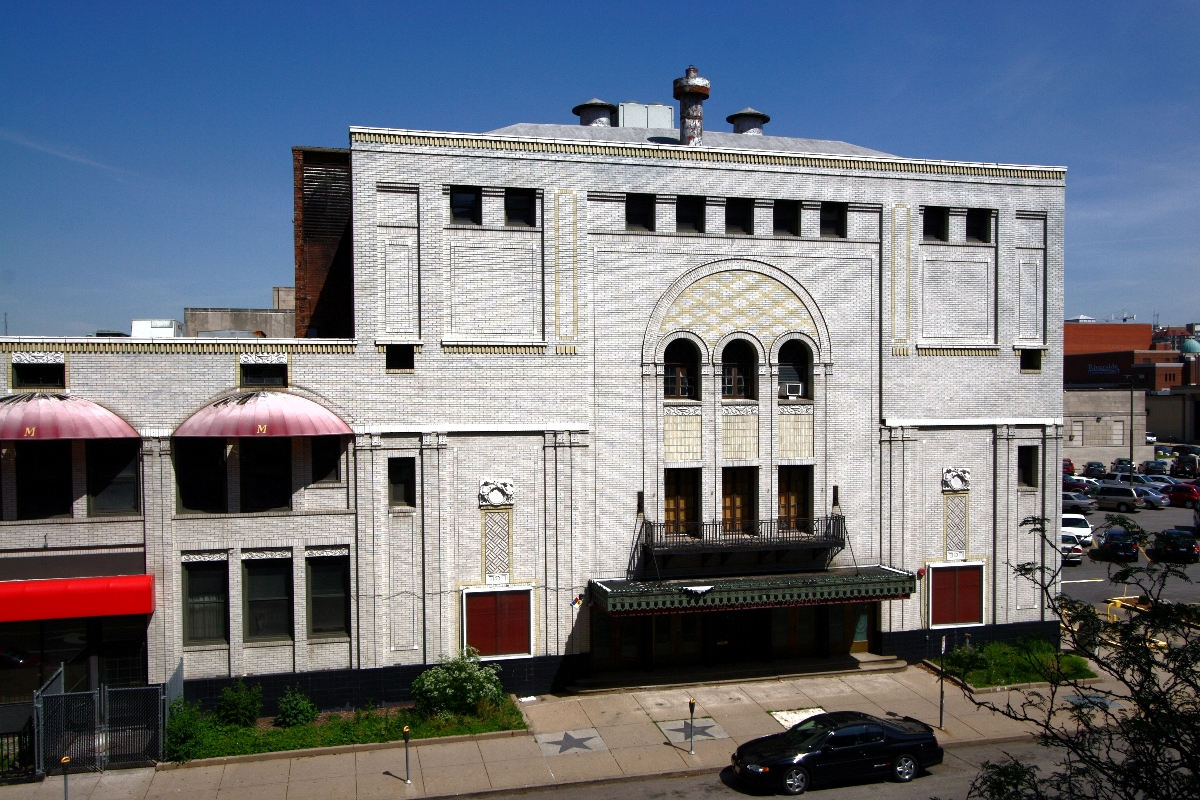
マディソン劇場

ピオリア・シンフォニー・オーケストラは国内でも10番目に古い交響楽団である。他にもオペラ・イリノイ、ピオリア市民バンド、ピオリア地域市民コーラス、中央イリノイ青年交響楽団、およびピオリア・バレーとイリノイ・バレーの2つのバレー団がある。幾つかの地域社会とプロの劇団がピオリア周辺に本拠地を持っており、国内でも4番目、イリノイ州では最古の古い地域社会劇団であるピオリア・プレイアーズがある。
コーンストック劇団がピオリアにあるもう一つの地域社会劇団であり、イリノイ州中部では唯一の屋外劇団である。 
ピオリアの当代芸術センターと、国内でも最良の職業的芸術祭の一つと評価される芸術祭を毎年開催するピオリア・アートギルド・アンド・ギャラリーがある。
喜劇場や、ブロードウェイ・ツーリング会社など様々な旅行ショーやコンサートを開催する幾つかの会場がピオリア周辺にある。
グレンオーク公園にあるピオリア動物園には大きな改装と拡張工事が始まった。これが完成すると、新しい動物園は3倍の広さになり、アフリカン・サファリの展示も行われる。工事は2006年秋に始まった。さらに対話型子供博物館であるピオリア・プレイハウスは動物園の拡張とグレンオーク公園の強化に関連して計画されているピオリア・ジュニア・リーグで加速されている。
ピオリアでは1949年以来毎年ハート・オブ・イリノイフェアを開催している。この祭では家畜の競走、乗馬、出店、オートバイレース、およびコンサートが行われている。
ゴールド・ディスクを4度獲得したロックグループのマッドヴェインはピオリア出身である。

### 観光

#### 登録歴史史跡
- 中央国定銀行ビル
- カンバーランド長老派教会

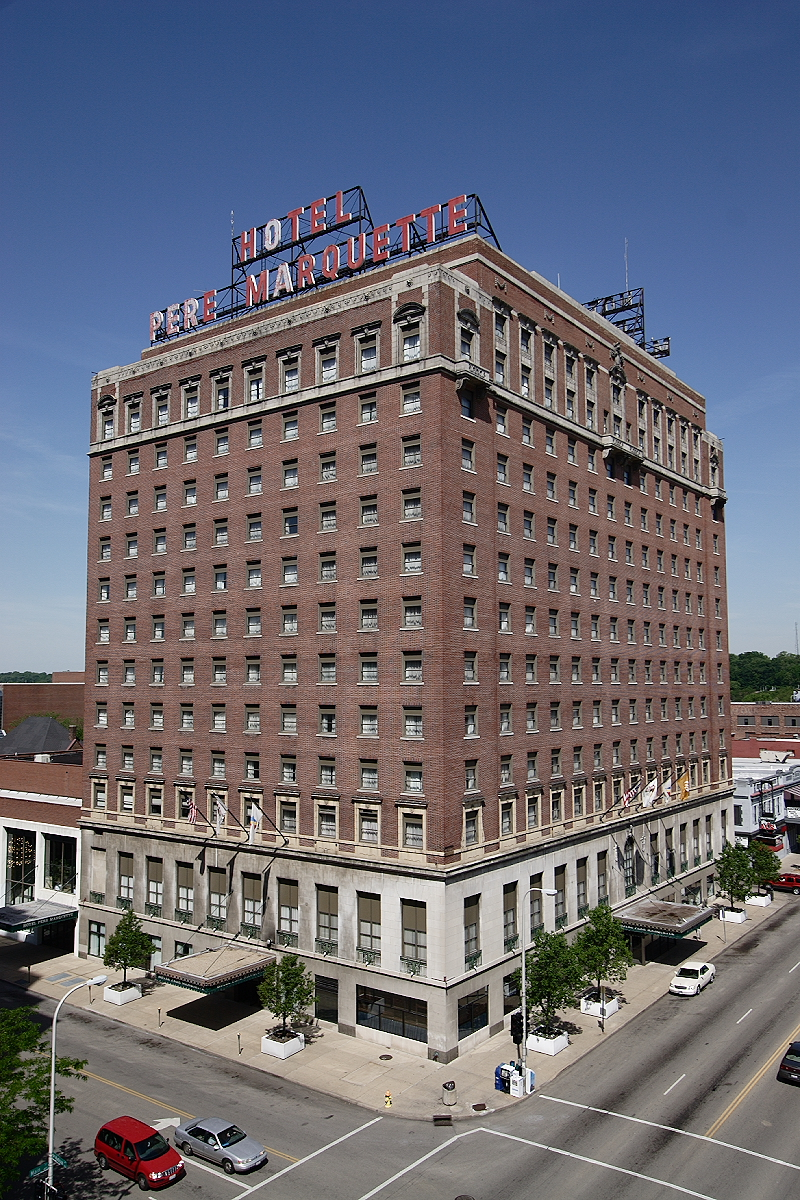
ピーアマーケット・ホテル

- レパブリック・メモリアルホールのグランドアーミー
- グランドビュー・ドライブ
- インターナショナル・ハーベスター・ビル
- ジョン・C・プロクター・レクリエーションセンター
- フラナガン判事邸宅
- ジェイコブ・ゲイル判事の家
- マディソン劇場
- ノースサイド歴史地区
- ピース・アンド・ハーベスト像
- ピオリア市役所
- ピオリア索具会社
- ピオリア鉱泉
- ピオリア水道
- ピーアマーケット・ホテル
- ペッティンギル・モロン・ハウス
- ロックアイランド倉庫とフライトハウス
- スプリングデール墓地
- ウェストブラフ歴史地区

#### その他の見どころ
- 郡庁舎広場にある南北戦争記念碑
- イリノイ川の崖に沿ったグランドビュー・ドライブ
- グレンオーク公園、グレンオーク動物園、ジョージ・L・ルーシー記念植物園
- ピオリアの川沿い
- スピリット・オブ・ピオリア、外輪川舟
- セントメアリーズ大聖堂
- スコッティシュライト大聖堂
- 野生動物プレーリー州立公園

#### 著名な建築物
- チェイス銀行ビル、ピオリアの歴史の大半ではブロック・アンド・クールと呼ばれた。後にカーソン・パイリー・スコット・アンド・カンパニとなった。
- シビックセンター・プラザ、元ジェファーソンビル、リバー・バレー・セイビングス・プラザおよびピオリア・セイビングス・タワー
- ピオリア第一国定銀行ビル、元アライアンス・ライフ・ビル、現在はコマース銀行
- ピオリア郡庁舎
- ベッカー・ビル、ツインタワー、ツインタワーは住居用コンドミニアムでありどちらも30階建てである。ベッカー・ビルは現代的高層オフィスビルである。

### スポーツ
ピオリアはアメリカン・ホッケー・リーグのピオリア・リバーマンの本拠地である。現在のホッケーチームはピオリア・リバーマンという名前を使う3番目のチームであり、2005年10月にピオリア・シビックセンターで競技を開始した。NHLのセントルイス・ブルースの傘下となっている。クラスAマイナーリーグ・ベースボールのピオリア・チーフスがピオリア中心街に近いオブライエン・フィールドを本拠地にしている。このチームはセントルイス・カージナルス傘下であり、ミッドウェストリーグに所属している。
ピオリア・サンデーモーニング・リーグは91年間と国内でも最も長く続いているセミプロの野球リーグである。このリーグはカービー・パケット、マイク・ダンおよびジム・トーミなど多くの元大リーガーが出たことを誇っている。
ピオリアはアリーナフットボール・リーグ2のピオリア・パイレーツが2009年半ばまでプレイしていたが、新しい買い手が見つからずに解散された。
1946年、ピオリア・レッドウィングスが全米女子プロ野球リーグ（1950年からはアメリカ女子野球リーグ）のチームとして創設された。レッドウィグンスはリーグに加盟した12チームのうち9番目であり、12年間存在したリーグの6年間に参加した。レッドウィングスは1951年のシーズン後に解散し、リーグは1954年に解体された。
ピオリア・ラグビー・フットボール・クラブはピオリアで初めてのラグビー・クラブである。
1974年以降ピオリアでは毎年、4マイル (6.4 km) と15kmの競走であるスティームボート・クラシックを開催してきた。2007年では4,000人以上の参加者があった。

### メディア
ピオリア地域は全米のラジオ市場では第150位の大きさであり、テレビでは第117位である。
地域内には20以上の商業ラジオ放送局、3個の非商業ラジオ局、6個のテレビ放送局および2つの日刊紙がある。

### シビックセンター

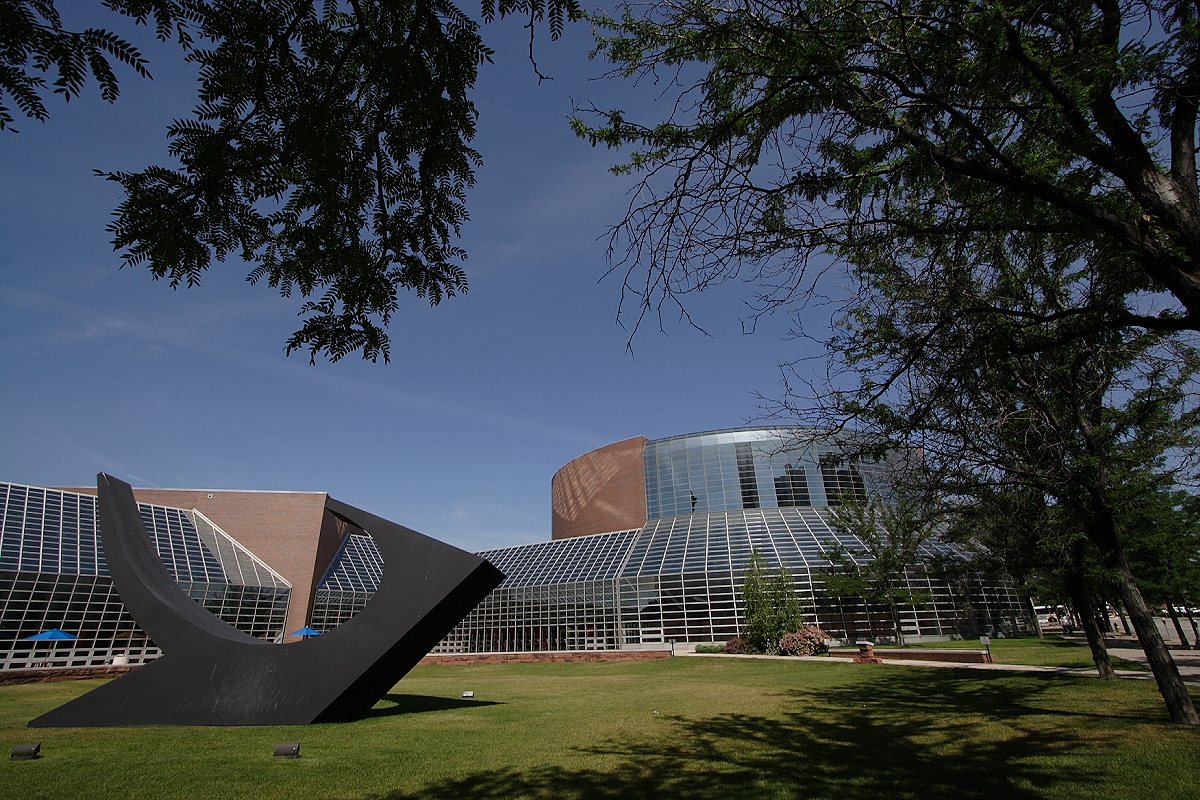
シビックセンター

ピオリア・シビックセンターには競技場、会議場および劇場が入っており、1980年代初期に完成した。設計は有名な建築家故フィリップ・ジョンソンだった。3つの建物は全天候への対処と美観のためにガラス板の閉鎖型アーケードで接続されている。2007年時点で、より大きな会議と娯楽の会場とする要求に応え、5,500万ドルを掛けた改装と拡張を完成した

### ルネッサンス・パーク
ルネッサンス・パークは当初ピオリア医療工学地区として2003年5月に開設された研究パークである。9つの住宅地区、ブラッドリー大学、医療地区、キャタピラー社世界本社および農業利用研究国立センターで構成されている。ピオリアNEXT革新センターが2007年8月にオープンし、乾湿双方の研究室を備え、また新興会社のための会議や事務所スペースも備えている。ピオリア地域では毎年研究開発に10億ドル以上が投じられている。

### 博物館広場
1億ドルを投資するレイクビュー博物館広場はキャタピラー社の歴史を文書化する博物館の提案と時を同じくしており、イリノイ川に沿ったピオリア中心街で6.8エーカー (27,200 m2) の開発計画が提案されている。この博物館計画は2008年半ばから中断されてきた。しかし、4月の住民投票により、このプロジェクトの予算を集めるためにピオリア郡全体で増税することが認められた。予定地の大半は現在キャタピラー社の臨時駐車場として使われており、現在の駐車施設の修繕が終わるのを待っている状態である。

## 人口動態
以下は2000年の国勢調査による人口統計データである。
| 基礎データ - 人口: 112,936人 - 世帯数: 45,199世帯 - 家族数: 27,3450家族 - 人口密度: 982.1人/km2（2,543.4人/mi2） - 住居数: 49,125軒 - 住居密度: 427.2軒/km2（1,106.3軒/mi2） 人種別人口構成 - 白人: 69.29% - アフリカン・アメリカン: 24.79% - ネイティブ・アメリカン: 0.20% - アジア人:2.33% - 太平洋諸島系: 0.04% - その他の人種: 1.20% - 混血: 2.16% - ヒスパニック・ラテン系: 2.51% 年齢別人口構成 - 18歳未満: 25.7% - 18-24歳: 12.0% - 25-44歳: 27.2% - 45-64歳: 20.8% - 65歳以上: 14.2% - 年齢の中央値: 34歳 - 性比（女性100人あたり男性の人口） - 総人口: 89.9 - 18歳以上: 85.0 | 世帯と家族（対世帯数） - 18歳未満の子供がいる: 29.0% - 結婚・同居している夫婦: 41.6% - 未婚・離婚・死別女性が世帯主: 15.5% - 非家族世帯: 39.5% - 単身世帯: 33.2% - 65歳以上の老人1人暮らし: 11.7% - 平均構成人数 - 世帯: 2.39人 - 家族: 3.04人 収入と家計 - 収入の中央値 - 世帯: 36,397 米ドル - 人口1人あたり収入: 20,512 - 貧困線以下 - 対人口: 18.8% |

特別調査が2004年と2007年に行われ、2000年以降の人口増は主に北西部の回廊で顕著で8,455人となっており、2007年の人口は12万1391人だった。
2020年の都市圏人口は約40万人となっており、これにはピオリア郡、テイズウェル郡、ウッドフォード郡、スターク郡およびマーシャル郡が含まれている。この地域の郊外部や町としてはバートンビル、ベルビュー、クレーブキュール、ダンラップ、イーストピオリア、ジャーマンタウンヒルズ、グラブランド、マルケットハイツ、メタモラ、モートン、ノースペキン、ペキン、ピオリアハイツ、ポッツタウン、ローム、トレモント、ワシントン、およびウェストピオリアがある。

## 地方政府
ピオリアは、市長と10人の市政委員会委員によって行政が行われている。市内は5つの行政区に分けられている。市政委員会委員の内5人は全市を選挙区として選ばれている。現在の市長はジム・アーディス、市事務官はメアリー・L・ヘインズである。ボニー・P・ギャヴィンが査定官であり、財務官はレジナルド・A・ウィリスである。

### ピオリアシティ・タウンシップ
ピオリアシティ・タウンシップ（時にはシティ・オブ・ピオリア・タウンシップと呼ばれる）はピオリア市とは別の政体であり、都市の大半にある行政区タウンシップ政府の機能を果たしている。このタウンシップの境界は1991年までピオリア市と一致しており、このとき現在の境界に凍結された。ピオリア市自体はピオリアシティ・タウンシップの外への拡張を続けキカプー・タウンシップやメディナ・タウンシップ、ラドナー・タウンシップにまで拡がった。先の凍結の前の年月では、ピオリアシティ・タウンシップはリッチウッド・タウンシップの以前の地域の大半と現在のウェストピオリア・タウンシップを取り込んで成長していた。

## 教育

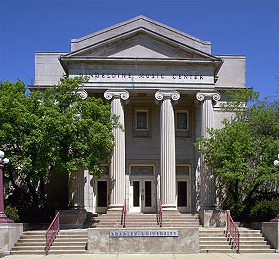
ディンジェルダイン音楽センター、ブラッドリー大学

ピオリア市の教育は4つの公立12年制教育学区で運営されている。
- ピオリア公立教育学区は市内最大であり、その過半を運営している。この学区には数多い小学校と中学校、さらに4つの高校、すなわちリッチウッズ高校、ウッドラフ高校、マニュアル高校およびイリノイ州最古の高校であるピオリア高校が含まれている。リッチウッズ高校は競合力ある国際バカロレア・プログラムを推進している。スクールディッガーに拠れば、この地区にはイリノイ州で最高ランクの中学校がある[17] が、悪い方から3番目および8番目の中学校もあるし、[18] 悪い方から2番目の小学校もある[19]。
- ダンラップ・コミュニティ統合教育学区は、1990年代までピオリア市外だったピオリアの最北部と北西部を受け持っている。
- ライムストーン・コミュニティ統合教育学区は、ピオリア市西端の小さな地域（ウォードクリフ西端とレキシントンヒルズ地域）を受け持っているが、主にバートンビル、ベルビューと周辺の町の郊外を管理している。
- ピオリアハイツ教育学区は、ピオリアハイツ郊外を受け持っているが、ピオリア市のハイツに直ぐに接する部分はこの学区に入っている。

ローマ・カトリック教会ピオリア教区が市内で6つの学校を運営している。小学校5つとピオリア・ノートルダム高校である。無会派のピオリア・クリスチャン・スクールは小学校、中学校および高校を1つずつ運営している。
さらにピオリア・クリスチャン・スクール、コンコーディアン・ルーテラン・スクール、ピオリア・アカデミー、クライスト・ルーテラン・スクールおよびその他幾つかの小さな私立学校がある。
市内にはブラッドリー大学、ミッドステイト・カレッジ、イリノイ医科大学ピオリア校、イリノイ・セントラル・カレッジの中心街とノースのキャンパス、およびロバート・モリス大学のピオリア・キャンパスがある。さらにユーレカ・カレッジとイリノイ・セントラル・カレッジの主キャンパスが近郷にある。

## 受賞歴
- ピオリアは全米都市賞を3度（1953年、1966年および1989年）受賞した。
- 2007年、「フォーブス」誌は毎年行う「事業と経歴のためのベスト・プレース」評価で150都市圏のうちの47位にランクした。ピオリアは事業を行う費用、生活費、娯楽の機会および収入成長率で評価された。
- 2005年、スパーリング・アンド・サンダースの最適な居住場所ランキングで331都市圏の内、ペオリア地域に対する主要評価項目として「低生活費、低家屋費および魅力的住宅地域」と言って51位にランクした[20]。
- 2007年の「イクスパンション・マネジメント・マガジン」では、5つ星物流都市の1つに挙げた。
- エチケットの専門家マージャベル・ヤング・スチュワートによるアメリカのベスト・マナー都市トップ10には常にランク入りしている。
- 「ナショナル・グラフィック・アドベンチャー」誌の2008年9月号ではアメリカの「ベスト・アドベンチャー・タウンズ50」の一つに挙げられた。これは市周辺の広範なマウンテンバイク道や川端であるライブのエンタテインメントに基づいている。
- 2009年、人口10万人から20万人の都市でアメリカの次の都市リストの16位にランクされた。このリストは国中の雇用傾向や働く場所の問題について研究やコンサルタントを行う会社であるネクスト・ジェネレーション・コンサルティングが作成し、評価指標は収入、教育、活性度、周辺状況、勤務時間後の状況、生活費および社会資本に分けられている。第1位はコロラド州フォートコリンズだった。イリノイ州ではスプリングフィールドが第5位に入った[21]。

## インフラ

### 健康と医療
健康医療産業はピオリア経済の少なくとも25％を占めている。OSFセントフランシス医療センター、メソジスト・イリノイ医療センターおよびプロクター病院の3大病院がある。さらにイリノイ子供病院、イリノイ医科大学ピオリア校およびセントジュード子供研究病院が市内にある。これらの病院は全て州間高速道路74号線とイリノイ州道40号線（ノックスビル・アベニュー）の交差点周辺にある医療地区にあり、市南東部の中心街に隣接している。ただし、プロクター病院だけは市の幾何中心にある。周辺の町はプロクター病院、ペキン記念病院、ユーレカ病院、およびホープデイル医療複合施設がサポートしている。

### 交通

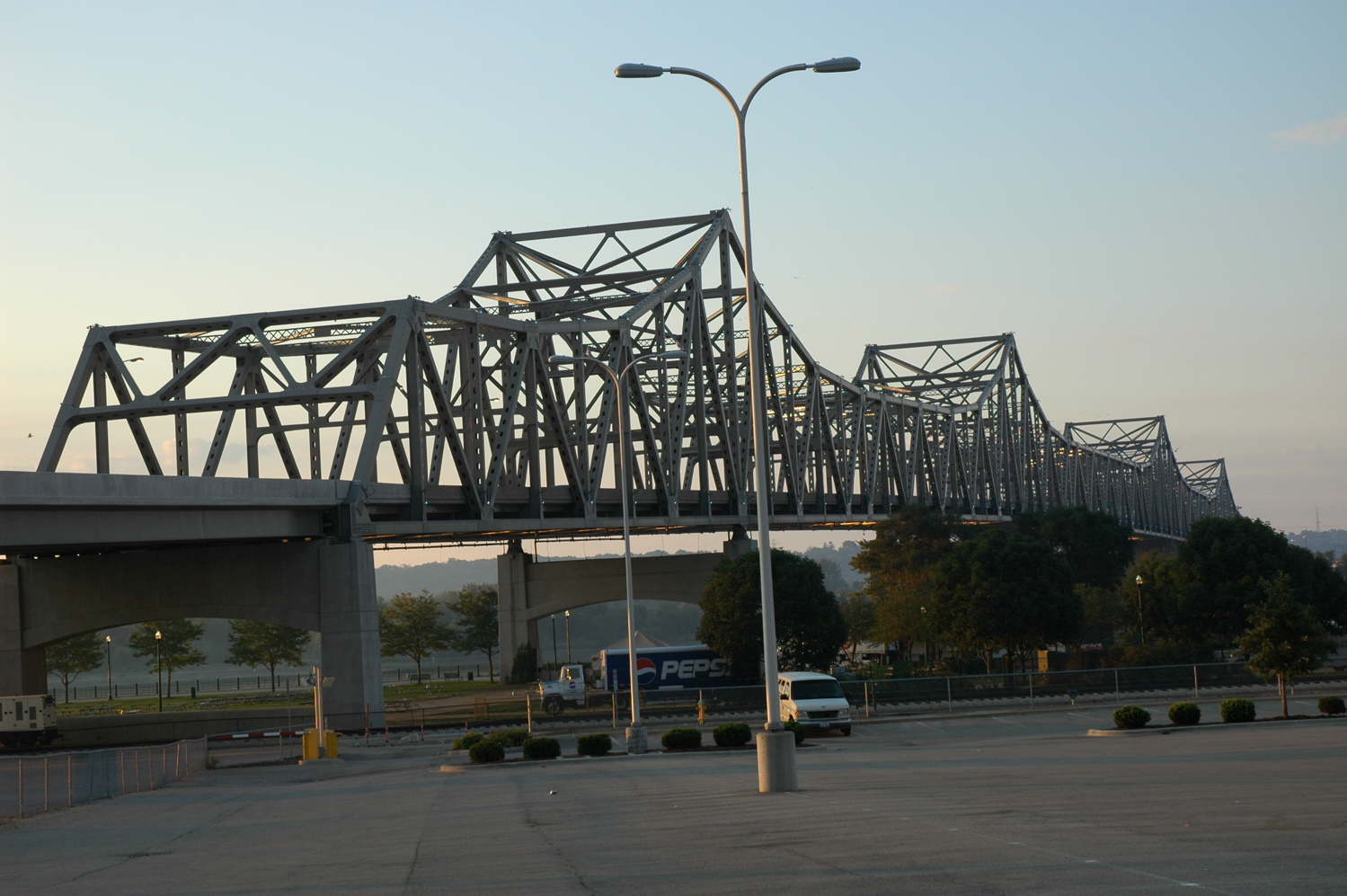
マレー・ベイカー橋

#### 州間高速道路とアメリカ国道
州間高速道路74号線は市の北西から中心街を抜けて南東に走っている。同474号線は74号線の南部バイパスであり、ピオリアの一部やバートンビルとクレーブキュール郊外を走っている。74号線はマレー・ベイカー橋でイリノイ川を越え、474号線はシェイド・ロマン橋で越えている。74号線を通じて最も近い都市圏は西のゲイルスバーグと東のブルーミントン・ノーマルである。また州間高速道路155号線がモートン（東部郊外）から南寄りに州間高速道路55号線と繋がり、セントルイスに至っている。
2004年から2006年、西の州間高速道路474号線と東のイリノイ州道8号線の間の州間高速道路74号線は、Upgrade 74 プロジェクトの一部として再建された。
さらにアメリカ国道24号線がイリノイ川のピオリア側を走っており、アダムズ通りとワシントン通りの部分として中心街の幹線となり、その後はピオリアの南端でアダムズ通りに変わるワシントン通りとして南西のバートンビル方向に向かう。アメリカ国道150号線はピオリア地域北部の幹線であり、西のキカプー方向に向かう前に戦争記念通りに変わる。これらの道はどちらもマッカルゲイジ橋の東から市内に入って、150号線は南東のモートンへ、24号線は真東のワシントンに向かう。

#### 州道
次の州道がピオリア市内を通っている。The following state routes run through Peoria:
- イリノイ州道6号線は州間高速道路474号線の延伸部として市内北西部を走る。4車線のフリーウェイであり、州間高速道路74号線と同474号線の交差点から北東のイリノイ州道29号線で南のチリコシーに向かう。南北道路とされている。
- イリノイ州道8号線はおおまかに州間高速道路74号線と平行して南に走っている。ファーミントンからピオリアに入り、市内を南東に抜け、中心街の直ぐ南西を走る。イリノイ州道8号線はシーダー通り橋を通じてイーストピオリアに渡り、イリノイ州道29号線とイリノイ州道116号線に繋がる。
- イリノイ州道29号線はイリノイ川に沿ってピオリアをアメリカ国道24号線で抜け、チリコーズからピオリア中心街を繋ぐ。シーダー通り橋を通じてイリノイ州道8号線および116号線と繋がる。イリノイ州道29号線は南北道路であり、アメリカ国道150号線より北はガリーナ道路と呼ばれている。
- イリノイ州道40号線（元イリノイ州道88号線と呼ばれた）は、ノックスビル・アベニューとして北からピオリアに入る。市の中心部を抜けて南に走り、ボブ・マイケル橋で南東に抜ける。南北道路である。
- イリノイ州道91号線は市の最北西部でアメリカ国道150号線と交差してピオリアに短距離区間入っている。この道を通るものは主にグランド・プレーリー・モールあるいはさらにダンラップに向かうものである。
- イリノイ州道116号線はベルビューで西から入ってくる。直接東に走り、シーダー通り橋でイーストピオリアに入る。

計画中のイリノイ州道336号線はイリノイ州道8号線と同116号線の間で州間高速道路474号線とイリノイ州道336号線を繋ぐ。ピオリアに最も近い部分の建設は始まっていないし、予算化もまだである。

#### 鉄道輸送
ピオリア都市圏には一般運送業者の鉄道10路線がある。4線はクラス1のBNSF、カナディアン・ナショナル、ノーフォーク・サザンおよびユニオン・パシフィックの各線である。ユニオン・パシフィックの線は南北に走って市内西端を掠めているが、そこから支線が出てピオリアに入る。クラス2地域線のアイオワ州間鉄道はビュロー・ジャンクションから出て市内に入る。クラス3短線鉄道が5線あり、セントラル・イリノイ鉄道（ピオリア市が所有するピオリア・ピオリアハイツ・アンド・ウェスタン鉄道の部分を運行）、ジェネシー・アンド・ワイオミング鉄道が所有する2線であるイリノイ・アンド・ミッドランド鉄道（元シカゴ・アンド・イリノイ・ミッドランド鉄道、スプリングフィールドから運行）とテーズウェル・アンド・ピオリア鉄道（ピオリア・アンド・ペキン・ユニオン鉄道を所有者であるカナディアン・ナショナル、ノーフォーク・サザンおよびユニオン・パシフィックから賃貸）、パイオニア・レイルコープのケオクク・ジャンクション鉄道（トレド・ピオリア・アンド・ウェスタンのロマックスからのウェストエンドとイリノイ西部のラハープ、さらにケオククからの支線を所有）、さらに5番目は、BNSFの線を使ってゲイルバーグに入り、自社線でインディアナ州のローガンスポートに行く、レイルアメリカのトレド・ピオリア・アンド・ウェスタン鉄道である。ピオリアと他の都市中心を繋ぐ旅客線は無いが、この可能性とセントルイスからシカゴを繋ぐ鉄道線（スプリングフィールド、ピオリア、ブルーミントン・ノーマルおよびポンティアック経由）の可能性があり、調査中である。

#### 公共輸送
大ピオリア大量輸送地区が公共バスを運行しており、シティリンクという名前で20路線があって、市内イリノイ・セントラル・カレッジおよびイーストピオリア、ピオリアハイツ、ウェストピオリアおよびピオリアとペキンの間の要所を繋いでいる。

#### 空路
ジェネラル・ウェイン・ドーニング・ピオリア国際空港がピオリアと周辺の地域社会に供されている。この空港ではユナイテッド航空、アメリカン航空、デルタ航空およびアレジアント航空の5社の航空線や多くの貨物航空線が利用できる。直行便がある都市は、アトランタ、シカゴ、ダラスとフォートワース、ラスベガス、ミネアポリスとセントポール、デトロイト、デンバー、オーランド、フォートローダーデール、フェニックス、およびタンパがある。貨物航空線はFedEx、UPSおよびエアボーン・イクスプレス（現在のDHL）がある。
マウントホーリー空港は市内北端にあり、一般航空を受け入れている。周辺3郡内には他にも多くの一般航空空港がある。
川向こうのペキンにあるペキン市民空港も地域の用に供している。

### ピオリアで生まれ、育った人々
- ダリル・アシュモア — 元アメリカンフットボール選手、カーラ・マクギーのいとこ
- ビル・バランス — ラジオのホスト
- ブルース・ボーランド — ジャック・ニクラスのためのゴルフコース設計者、1999年の飛行機事故で殿堂入りしていたペイン・スチュワートと共に死亡
- マーク・スタッフ・ブランドル — 芸術家
- ジャック・ブリックハウス — アナウンサー、シカゴ・カブス贔屓
- ナンシー・ブリンカー — 元アメリカ合衆国儀典長、在元ハンガリーアメリカ合衆国大使、スーザン・G・コーメン・フォア・ザ・キュアの設立者、スーザン・G・コーメンの姉妹
- チャールズ・コレル — 芸能人、ラジオ番組エイモス・アンド・アンディのスター
- ウィリアム・レイン・クレイグ — 哲学者
- ウェイン・A・ドーニング — アメリカ陸軍の4つ星将軍（大将）
- アシー・アール — NBAバスケットボール選手、ボストン・セルティックス、トロント・ラプターズ、ミルウォーキー・バックス
- フィリップ・ホセ・ファーマー — SF小説とファンタジー小説の作家
- ダン・フォーゲルバーグ — 音楽家
- ベティ・フリーダン — フェミニスト作家、代表作はThe Feminine Mystique
- ジョー・ジラルディ — 元プロ野球選手(捕手)、ニューヨーク・ヤンキース監督、イーストピオリア育ち
- ジェリー・ハドリー — オペラのテノール歌手
- テカムセ・"テック"ホームズ・3世 — 俳優、ラッパー、元ダイレクト・エフェクト]'のホスト、The Real World: Hawaiiに出演
- トム・アーウィン — ステッペンウルフ・シアター・カンパニーの俳優、テレビ俳優
- ディック・ジョーロン — NFLのヘッドコーチ、バッファロー・ビルズ
- カーリー・"ブー"・ジョンソン — 興行バスケットボールのハーレム・グローブトロッターに所属[23]
- ブルース・ジョンストン — ザ・ビーチ・ボーイズの設立メンバー、ピオリア生まれ、その後シカゴとロサンゼルスに移転
- ジム・ジョーダンとマリアン・ジョーダン — ラジオ番組Fibber McGee and Mollyのスター
- スーザン・G・コーメン — スーザン・G・コーメン・フォア・ザ・キュアの名前の素
- ケイト・クリス — 児童文学作家
- ラジャ・クリシュナムールジ — イリノイ州会計監査役候補者、子供の時にピオリアに移転、リッチウッズ高校卒[24]
- レイモンド・ラフッド — 元イリノイ州選出アメリカ合衆国下院議員、現在はオバマ政権で運輸長官
- タミ・レイン — ハリウッドのメイクアップアーティスト、2005年アカデミーメイクアップ賞受賞者、 ナルニア国物語/第1章:ライオンと魔女
- ラルフ・ローラー — アナウンサー、ロサンゼルス・クリッパーズの伝説的贔屓者
- ショーン・リビングストン — MBLバスケットボール選手、オクラホマシティ・サンダー
- カムリン・マンハイム — 女優、12歳までピオリアに住んだ
- クリス・マベアス — プロ野球選手
- エレーヌ・"スパンキー"・マクファーレン — 歌手、1960年代のフォークロックバンドスパンキー・アンド・アワー・ギャングのリードボーカル、ママス&パパス、キャス・エリオットと交代
- カーラ・マクギー — バスケットボール選手（フォワード）、1996年夏季オリンピックのバスケットボールで金メダル
- ロバート・H・マイケル — 元イリノイ州選出アメリカ合衆国下院議員、共和党下院院内総務を務めた期間では最長
- クレイグ・ムーア — 1960年代のガレージロックバンドゴンのリードボーカルとベース奏者、ケオククで育ち、1980年代にピオリアに移転、ヤンガー・ザン・イエスタデイとピオリア・レコード会社のオーナー
- リチャード・プライヤー — コメディアン、俳優
- ゲーリー・リッチラス — ギター奏者、REOスピードワゴン
- ジェフ・ザルツェンシュタイン — テニス選手
- マシュー・サボイ — フィギュアスケート選手、2006年冬季オリンピックアメリカ・チームメンバーで銅メダリスト
- ジョージ・D・サックス — 銀行家、ドライブスルー・バンキングの開発者とされる
- アーロン・ショック — イリノイ州選出アメリカ合衆国下院議員、下院では最年少
- バート・シャット — トランス・シベリアン・オーケストラのボーカリスト
- フルトン・J・シーン — ローマ・カトリック教会ロチェスター教区司祭、ラジオ番組The Catholic Hour、テレビ番組Life is Worth Livingのホスト、2002年に列聖式を開放
- ダン・シモンズ — ハイペリオン・カントス・シリーズなどの小説家
- デヴィッド・オグデン・スティアーズ —俳優・声優、マッシュでメジャー・チャールズ・エマーソン・ウィンチェスター3世役を演じたほか、ディズニーアニメを中心に声優としても活躍。
- リック・タレンダー[23] — 著作家、スポーツジャーナリスト、シカゴ・サンタイムズのスポーツ・コラムニスト、Sportswriters on TVのパネリスト
- ジム・トーミ — 元プロ野球選手(一塁手、指名打者)
- グレグ・X・ボルツ — クリスチャンロックバンドペトラのリードボーカル
- アンドリュー・ワーナー — プロ野球選手(投手) オークランド・アスレチックス傘下
- リチャード・A・ホワイティング — 作曲家

### その他の有名なピオリア人
- ハリー・ベイ — MLB野球選手、1901年–1908年
- ジョン・コールマン — 気象学者、ウェザー・チャンネル創設者、シカゴとニューヨークの幾つかのテレビ局で気象解説
- ザ・フォアキャスト — インディー・ロックバンド
- ハリー・ハリソン — ラジオのホスト、WPEOで"Morning Mayor of Peoria"、ニューヨーク市の幾つかのラジオ局でディスクジョッキー
- ロバート・グリーン・インガーソル — 大佐、人気があり議論も呼んだ演説家、元イリノイ州検事総長
- サム・キニソン — コメディアン、俳優、ピオリアと結びつけられることが多いが、実際にはイーストピオリアの高校に通学した
- マッドヴェイン — メタルミュージック・バンド
- プレーンズ・ミステイクン・フォア・スターズ — パンク、ハードコア・バンド
- ジョン・シャリカシュヴィリ — 将軍、元統合参謀本部議長

## もう一つのピオリア
アリゾナ州フェニックスの郊外にあるピオリアは、イリノイ州ピオリア出身のジョセフ・B・グリーンハットとデロス・S・ブラウンという2人が1890年にアリゾナの町を設立してその故郷に因む名前を付けたいと考えたので、この名前が付けられた。

### 姉妹都市
ピオリアの姉妹都市としては、ドイツのフリードリヒスハーフェン、中国の遼寧省本渓市およびアイルランドのクロンメルがある。最近、ハリケーン・カトリーナの災害から復興を助けるためにミシシッピ州ビロクシとも姉妹都市になった。

### 著名なウェブ
- Bradley's WebCam — Bradley University campus: Bradley Hall and quad; installed in 2006
- Peoria District 4 internal traffic — Illinois Department of Transportation site with traffic conditions map and cameras of three Interstate 74 interchanges
- PJStar BridgeCam — user-drivable camera with view of the McClugage Bridge, U.S. Route 150, and nearby areas, from the Peoria Journal Star building
- WHOI Towercam — downtown Peoria from the WHOI TV tower in Creve Coeur, Illinois